# Zonnetoren
Een zonnetoren is een techniek om duurzame energie op te wekken. Het concept is ontwikkeld door de Duitse ingenieur Jörg Schlaich. 

## Principe

Schematische weergave van een zonnetoren

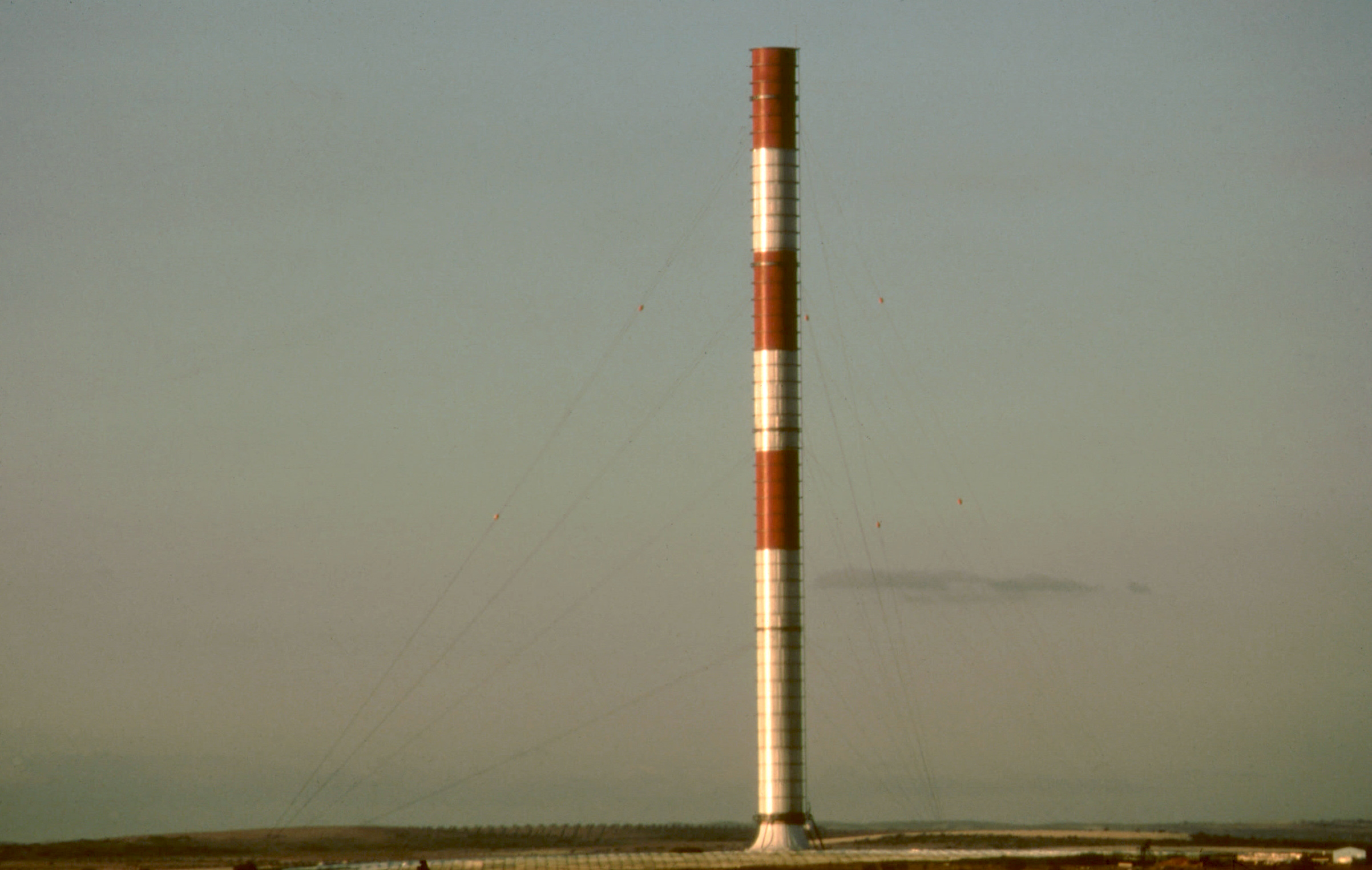
Prototype van een zonnetoren in Manzanares (Spanje)

Lucht wordt opgewarmd door zonnewarmte onder een laag cirkelvormig doorschijnende collector die aan de rand open is. Zo vormt het doorschijnende dak samen met de grond een opslagruimte voor door de zon opgewarmde lucht. In het midden van de cirkel staat een verticale toren, die aan de basis een grote doorsnede heeft. Omdat hete lucht lichter is dan koude lucht, stijgt deze op door de toren: het 'schoorsteeneffect'. De toren zuigt meer lucht aan en er wordt nieuwe koude lucht aangevoerd aan de rand van de opslagruimte. Een continue stroom van lucht kan bereikt worden door met water gevulde buizen of zakken onder het dak te plaatsen. Overdag warmen deze op en ’s nachts geven ze hun warmte af. Zo is er sprake van een continue stroom veroorzaakt door zonnewarmte. De energie die ontstaat bij deze opwaartse stroom lucht wordt door windturbines omgezet in mechanische energie en met generatoren wordt deze mechanische energie omgezet in elektrische energie. Een prototype is in Spanje gebouwd, welk positieve resultaten opleverde.

## De opslagruimte
De hete lucht wordt gemaakt in een simpele luchtopslagruimte die een dak van glas of doorschijnend plastic heeft, enkele meters boven de grond. De hoogte van het dak stijgt naarmate het dichter bij de voet van de toren komt, zodat de lucht in een opgaande beweging komt met minimaal energieverlies. Het glazen dak voegt de stralingscomponent toe aan het hele proces, en zorgt dat de grond de warmte niet terug de atmosfeer instuurt, maar binnen de opslagruimte blijft.

## Constante hoeveelheid energie
Om te zorgen dat de zonnetoren een constante hoeveelheid energie levert zijn er op de grond zwarte zakken gevuld met water gelegd. Het volume aan water in de zakken is gelijk aan een laag water in de hele opslagruimte van 5 tot 10 cm, afhankelijk van de hoeveelheid vermogen die de toren moet leveren. ’s Nachts wordt de warmte die overdag is opgeslagen afgegeven.

## Efficiëntie
De efficiëntie van een zonnetoren hangt af van onder andere de volgende parameters:
- Het materiaal waarvan de collector gemaakt is moet een zo groot mogelijk percentage van de invallende stralingswarmte doorlaten. Dat betekent dus dat het materiaal in het ideale geval geen stralingswarmte absorbeert en ook geen stralingswarmte reflecteert.
- Het materiaal waarvan de collector gemaakt is moet goede warmte-isolerende eigenschappen bezitten om convectiewarmte niet te laten ontsnappen
- De collector moet zoveel mogelijk vrij zijn van obstakels om een ongehinderde luchtstroom te waarborgen
- De toren moet een grote diameter en een glad oppervlak hebben om te zorgen dat de luchtstroom zoveel mogelijk laminair is in plaats van turbulent
- De toren moet hoog zijn om een zo groot mogelijk temperatuurverschil te bewerkstelligen tussen de inlaat- en uitlaattemperatuur